# Теорема про кінетичну енергію системи
Теорема про кінетичну енергію системи — одна із загальних теорем динаміки, наслідок законів Ньютона. Пов'язує кінетичну енергію механічної системи з роботою сил, що діють на тіла, які становлять систему. Системою, про яку йдеться, може виступати будь-яка механічна система, що складається з будь-яких тіл.

## Формулювання теореми
Кінетичною енергією системи називають суму кінетичних енергій усіх тіл, що входять до системи. Для визначеної в такий спосіб величини справедливе твердження:
Теорема допускає узагальнення на випадок неінерційних систем відліку. У цьому випадку до роботи всіх зовнішніх і внутрішніх сил необхідно додати роботу переносних сил інерції (коріолісові сили інерції не можуть виконувати роботу).

## Доведення теореми
Розглянемо систему матеріальних точок із масами {\displaystyle m_{i}}, швидкостями {\displaystyle {\vec {v}}_{i}} та кінетичними енергіями {\displaystyle T_{i}={\frac {1}{2}}m_{i}{v_{i}}^{2}}. Для малої зміни кінетичної енергії (диференціала), що відбувається протягом деякого малого проміжку часу {\displaystyle dt,} буде виконуватися
{\displaystyle dT_{i}=m_{i}{\vec {v}}_{i}d{\vec {v}}_{i}=m_{i}{\vec {v}}_{i}{\frac {d{\vec {v}}_{i}}{dt}}dt.}
Враховуючи що {\displaystyle {\frac {d{\vec {v}}_{i}}{dt}}} являє собою прискорення {\displaystyle i}-ої точки {\displaystyle {\vec {a}}_{i}}, а {\displaystyle {\vec {v}}_{i}dt} — переміщення тієї ж точки {\displaystyle d{\vec {s}}_{i}} за час {\displaystyle dt}, отриманий вираз можна записати у вигляді:
{\displaystyle dT_{i}=m_{i}{\vec {a}}_{i}d{\vec {s}}_{i}.}
Використовуючи другий закон Ньютона і позначаючи рівнодійну всіх сил, що діють на точку, як {\displaystyle F_{i}}, отримуємо
{\displaystyle dT_{i}={\vec {F}}_{i}d{\vec {s}}_{i},}
а потім, відповідно до визначення роботи {\displaystyle dA_{i}},
{\displaystyle dT_{i}=dA_{i}.}
Підсумовування всіх рівнянь такого вигляду, записаних для кожної з матеріальних точок, приводить до формули зміни повної кінетичної енергії системи:
{\displaystyle dT=\sum \limits _{i}dA_{i}.}
Ця рівність виражає твердження теореми про зміну кінетичної енергії системи в диференціальному вигляді.
Проінтегрувавши обидві частини рівності за довільно взятим проміжком часу між деякими {\displaystyle t_{1}} і {\displaystyle t_{2}}, отримаємо вираз теореми про зміну кінетичної енергії в інтегральній формі:
{\displaystyle T_{2}-T_{1}=\sum \limits _{i}A_{i},}
де {\displaystyle T_{1}} і {\displaystyle T_{2}} — Значення кінетичної енергії системи в моменти часу {\displaystyle t_{1}} і {\displaystyle t_{2}} відповідно.
Підкреслимо, що тут, на відміну від випадків теореми про зміну кількості руху системи та теореми про рух центра мас системи, враховується робота не лише зовнішніх, але й внутрішніх сил.

## Закон збереження механічної енергії
Окремий інтерес становлять системи, в яких на тіла діють потенціальні сили. Для таких сил уводиться поняття потенціальної енергії, зміна якої в разі однієї матеріальної точки за визначенням задовольняє співвідношенню:
{\displaystyle W_{2i}-W_{1i}=-A_{pi},}
де {\displaystyle W_{1i}} і {\displaystyle W_{2i}} — значення потенціальної енергії точки в початковому і кінцевому станах відповідно, а {\displaystyle A_{pi}} — робота потенціальної сили, що виконується при переміщенні точки з початкового стану в кінцевий.
Зміна потенційної енергії системи отримується як сума змін енергії всіх тіл системи:
{\displaystyle W_{2}-W_{1}=-\sum \limits _{i}A_{pi}.}
Якщо всі внутрішні та зовнішні сили, що діють на тіла системи, потенціальні, то
{\displaystyle \sum \limits _{i}A_{i}=\sum \limits _{i}A_{pi}=-(W_{2}-W_{1}).}
Підставляючи отриманий вираз у рівняння теореми про кінетичну енергію, отримаємо:
{\displaystyle T_{2}-T_{1}=-(W_{2}-W_{1})}
або, що те саме
{\displaystyle T_{2}+W_{2}=T_{1}+W_{1}.}
Інакше кажучи, виходить, що для повної механічної енергії системи {\displaystyle T+W} виконується
{\displaystyle T+W=const.}

Отже, можна зробити висновок:
Це твердження й становить зміст закону збереження механічної енергії, який є наслідком теореми про кінетичну енергію і одночасно окремим випадком загального фізичного закону збереження енергії.

## Випадок системи з ідеальними стаціонарними зв'язками
У тих випадках, коли предметом вивчення є лише рух системи, а реакції зв'язків не цікаві, користуються формулюванням теореми для системи з ідеальними стаціонарними зв'язками, яка виводиться з урахуванням принципу д'Аламбера — Лагранжа.

Теорема про зміну кінетичної енергії системи з ідеальними стаціонарними зв'язками стверджує:
Теорема доводиться в такий спосіб. Замінюючи в загальному рівнянні динаміки {\displaystyle \delta {\vec {r}}_{k}} на {\displaystyle {\vec {v}}_{k}dt}, отримуємо:
{\displaystyle (\sum m_{k}{\vec {w}}_{k}){\vec {v}}_{k}dt=\sum {\vec {F}}_{k}{\vec {v}}_{k}dt}
або
{\displaystyle (d\sum m_{k}{\vec {v}}_{k}){\vec {v}}_{k}=\sum {\vec {F}}_{k}^{ae}{\vec {v}}_{k}dt+\sum {\vec {F}}_{k}^{ai}{\vec {v}}_{k}dt}
Оскільки {\displaystyle d{\vec {v}}_{k}{\vec {v}}_{k}=d{\frac {v_{k}^{2}}{2}}}, отримуємо остаточно:
{\displaystyle dT_{i}=m_{i}{\vec {a}}_{i}d{\vec {s}}_{i}.}
Верхні значки в цих виразах означають: {\displaystyle ^{a}} — активна (тобто, така, що не є реакцією зв'язків) сила, {\displaystyle ^{e}} (від англ. external) та {\displaystyle ^{i}} (від англ. internal) — відповідно, зовнішня та внутрішня сила.